# Observatorio de Siding Spring

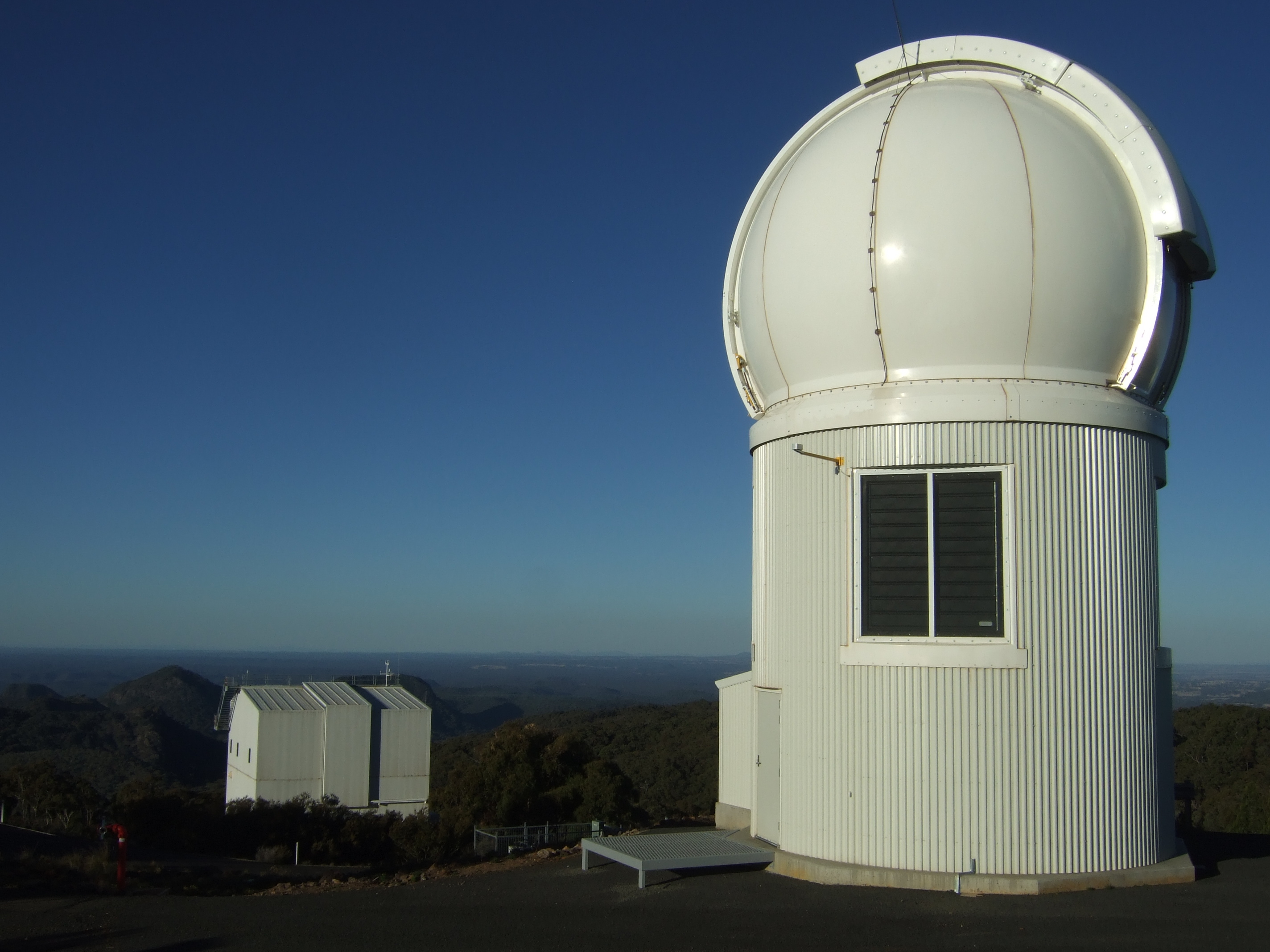
El telescopio SkyMapper en Siding Spring.

El Observatorio de Siding Spring (en inglés: Siding Spring Observatory) es un observatorio astronómico situado en la montaña de Siding Spring en el parque nacional Warrumbungle en las cercanías de la localidad de Coonabarabran, Nueva Gales del Sur, Australia, a 1.165 metros sobre el nivel del mar. 
Está gestionado por la Escuela de Investigación en Astronomía y Astrofísica, (en inglés: Research School of Astronomy & Astrophysics o RSAA) perteneciente a la Universidad Nacional Australiana. 
Figura en la Lista de Códigos de Observatorios del Minor Planet Center con el código 413.

## Historia
El lugar de Siding Spring fue seleccionado en 1962 por la Universidad Nacional Australiana para albergar parte de las instalaciones del Observatorio de Monte Stromlo que estaba siendo afectado por la contaminación lumínica de sus cielos a causa de la iluminación nocturna de la cercana ciudad de Canberra, comenzando su trabajo a mediados de los años 1960 con tres telescopios. 
Paralelamente, los gobiernos británico y australiano estaban negociando desde los años 1950 la instalación de un gran telescopio. Finalmente las negociaciones fructificaron en 1969 y se aprovechó la infraestructura, ya en funcionamiento, de Siding Spring para situar allí el Telescopio Anglo-Australiano, (en inglés: Anglo-Australian Telescope o AAT), de 3,9 metros de diámetro. Este telescopio, junto con un telescopio Schmidt de 1,2 metros de diámetro, (en inglés: UK Schmidt Telescope o UKST), formaba parte del Observatorio Anglo-Australiano hasta 2010 en que el gobierno británico se desvinculó del proyecto y fue renombrado como Observatorio Astronómico Australiano, siendo gestionado desde entonces por el Departamento de Innovación, Industria, Ciencia e Investigación del Gobierno de Australia.
El observatorio alberga además telescopios de otras instituciones y países como Corea del Sur hasta un total de doce telescopios de los cuales tres están fuera de uso. Por ejemplo, el Telescopio Schmidt de Uppsala fue construido en 1957, pero se trasladó a Australia en 1982. Finalmente ubicado en el Observatorio de Siding Spring, el telescopio fue utilizado por la ANU en muchos cometidos, tales como el estudio de objetos próximos a la Tierra por el cazador de cometas Rob McNaught.

## Investigación
El Observatorio de Siding Spring lleva a cabo el proyecto de búsqueda de Objetos próximos a la Tierra, conocidos como NEOs por su acrónimo en inglés, denominado Siding Spring Survey, afiliado en el hemisferio sur del proyecto estadounidense Catalina Sky Survey, y que cuenta con financiación de la NASA. Cuenta con su propio código de observatorio del Minor Planet Center, el código E12, y utiliza el Telescopio Schmidt Upsala de 0,5 metros de diámetro, telescopio que estaba situado originalmente en el Observatorio de Monte Stromlo y trasladado a Siding Spring en 1982.
También participa en el proyecto de detección y seguimiento de brotes de Rayos Gamma, o GRBs por su acrónimo en inglés, denominado ROTSE, junto con otros tres observatorios situados en diversas partes del mundo con el fin de cubrir todo el cielo las 24 horas del día. Utiliza un telescopio reflector de 0,45 metros de diámetro, denominado Telescopio ROTSE IIIa, y está gestionado por la Universidad de Nueva Gales del Sur.